# Kin-ball en Allemagne
Le kin-ball est géré en Allemagne par la Fédération allemande de kin-ball, fondée en 2002.

## Clubs
- Saarlouis-Roden e.V.

## Équipe allemande en coupe du monde
Les équipes masculine et féminine ont participé à la Coupe du monde de kin-ball, sans remporter de médailles.